# Larisa (yacht)
M/Y Larisa är en motoryacht tillverkad av Feadship i Nederländerna. Hon levererades 2013. Larisa designades av De Voogt Naval Architects medan interiören designades av Bannenberg & Rowell Design. Motoryachten är 57,6 meter lång och har en kapacitet upp till åtta passagerare fördelat på fyra hytter. Den har en besättning på elva besättningsmän.
Larisa ligger idag ute till försäljning till ett pris på €39,9 miljoner. Vem som har ägt den och vem yachten var byggt åt är ej känt.